# Морацоне
Морацо̀не (на италиански: Morazzone; на ломбардски: Murazum, Мурацум) е малко градче и община в Северна Италия, провинция Варезе, регион Ломбардия. Разположено е на 432 m надморска височина. Населението на общината е 4284 души (към 2017 г.).